# 이재근 (신학자)
이재근(Lee Jaekeun, 李在根, 1975년 2월 10일 - )은 대한민국의 신학자이며 교수이다. 대한예수교장로회 합동 교단의 목회자를 양성하는 광신대학교에서 역사신학 및 교회사 교수로 재직하고 있다. 호남 지역 첫 개신교회인 전주서문교회 협동목사이며, 영어권 복음주의 연구, 세계기독교학, 미국기독교사, 한국기독교사, 특히 미국 남장로회와 한국 호남 지역 기독교역사의 전문가로 평가받는다.

## 학력
- 아세아연합신학대학교(현, 아신대학교) (B.Th.)
- 합동신학대학원대학교 (M.Div.)
- 아세아연합신학대학교(현, 아신대학교) (Th.M.)
- 미국, Boston University (S.T.M.)
- 영국, University of Edinburgh (Ph.D.)

## 연구성과

### 박사학위 논문
- American Southern Presbyterians and the Formation of Presbyterianism in Honam, Korea, 1892-1940: Traditions, Missionary Encounters, and Transformations (Ph.D., University of Edinburgh, 2013)

### 단독 저서
1. 이재근, 『세계 복음주의 지형도: 세계기독교 관점에서 보는 복음주의 역사』 (서울: 복 있는 사람, 2015)
2. 이재근, 『종교개혁과 정치』 (서울: SFC, 2016)
3. 이재근, 『20세기, 세계, 기독교: 지난 100년간 세계기독교를 만든 21명의 증인들』 (서울: 복 있는 사람, 2022) (cf. 2022년 국민일보 선정 목회-신학 국내 분야 올해의 책[3], 2023년 세종도서 교양 부문 추천도서[4])
4. 이재근, 『전라도 기독교의 아버지 유진 벨: 벨-린튼 선교사 가문의 유산』 (서울: 한국교회총연합, 2022)

### 공저
1. 이재근, "마일즈 커버데일: '난 곳 방언으로'의 원리를 구현한 잉글랜드 종교개혁자,“ 이신열 편, 『칼빈시대 영국의 종교개혁가들』 (부산: 고신대학교 개혁주의학술원, 2015): 118-144
2. 이재근, “스코틀랜드 종교개혁과 교육 개혁: 에든버러대학을 중심으로,” 이신열 편, 『종교개혁과 교육』 (부산: 고신대학교 개혁주의학술원, 2017): 261-295
3. 이재근, “종교개혁은 어떻게 사제주의를 무너뜨리고 평신도를 재발견했나-종교개혁의 혁신과 한계, VIA MEDIA,“ 한국교회탐구센터 편, 『종교개혁과 평신도의 재발견: 평신도에게 종교개혁은 어떤 의미인가』, 교회탐구포럼 07 (서울: 한국교회탐구센터/IVP, 2017): 11-44
4. 이재근, “한국 초기 기독교와 전염병,” 안명준, 노영상, 이상규, 이승구 편, 『전염병과 마주한 기독교』(서울: 다함, 2020): 190-202.
5. 이재근, “논산지역 천주교 역사와 현황,” 『논산지역의 기독문화』(논산: 논산문화원, 2020): 7-37.
6. 이재근, “남장로교의 전주신흥학교 ‧기전여학교 설립과 발전(1901~1937),” 한남대학교인돈학술원 편, 『미국 남장로회 교육선교 연구』 (서울: 동연, 2022): 13-54.
7. 이재근, “아펜젤러의 기도,” 안명준 편, 『영적거장들의 기도』 (서울: 홀리북클럽, 2021): 581-591.
8. 이재근, “자신학화와 한국 기독교 역사: 연구사, 전제 재고, 제3의 길,” 자신학화포럼 편, 『자신학화』(서울: 한국해외선교회출판부, 2022): 62-85.
9. 네이선 P. 펠드머드, 이재근, 『교회사 용어 사전』(서울: 알맹e/IVP, 2022).
10. 최상도, 송현강, 이재근, 『오웬의 생애와 선교적 유산』 (서울: 한국교회총연합, 2023)
11. 이재근, “전주선교지부의 연구 현황과 과제,” 국립순천대학교 인문학술원 종교역사문화센터 편,『한국 미국남장로회 연구현황과 과제』(서울: 선인, 2025): 159-189.

### 번역서
1. 존 울프, 『복음주의 확장』, 이재근 역 (서울: CLC, 2010)
2. 이디스 블럼호퍼, 랜달 발머 편, 『근현대세계기독교부흥: 논쟁과 해석』, 이재근 역 (서울: CLC, 2011)
3. 마크 놀, 캐롤린 나이스트롬, 『종교개혁은 끝났는가: 현대 로마 가톨릭 신앙에 대한 복음주의의 평가』, 이재근 역 (서울:　CLC, 2012)
4. 브라이언 스탠리 『복음주의 세계확산』, 이재근 역(서울: CLC 2014)
5. 브루스 고든, 『칼뱅』 이재근 역 (서울: IVP, 2018)
6. 티모시 라슨, 데이비드 배빙턴, 마크 놀 편, 『복음주의 인물사』, 이재근, 송훈 역 (서울: CLC, 2019)

### 학술지 논문
1. 이재근, "매코믹신학교 출신 선교사와 한국 복음주의 장로교회의 형성, 1888-1939," 「한국기독교와 역사」 35 (2011.9.): 5-36.
2. Jaekeun Lee, Book Review of "Jan A. B. Jongeneel, Jiafeng Liu, Peter Tze Ming Ng, Paek Chong Ku, Scott W. Sunquist and Yuko Watanebe (eds). 2011. Christian Presence and Progress in North-East Asia: Historical and Comparative Studies. Frankfurt: Peter Lang, pp. xiv + 242, Pb £40.20. ISBN-13: 9783631611159," in Studies in World Christianity 19:1 (2013): 118-20.
3. 이재근, “칼뱅과 하이델베르크 요리문답의 율법관 비교,” 「교회와 문화」 32 (2014.2.): 143-85.
4. 이재근, “세계기독교학의 부상과 연구 현황: 예일-에딘버러 선교운동역사 및 세계기독교학회를 중심으로,” 「한국기독교와 역사」 40 (2014.3.): 377-407.
5. 이재근, “‘고립에서 협력으로’: 미국 남장로교 해외선교 정책 변화, 1837-1940,” 「교회사학」 13:1 (2014.6): 189-220.
6. 이재근, “남장로교의 전주 신흥학교, 기전여학교 설립과 발전(1901-1937),” 「한국기독교와 역사」 42 (2015.3.): 45-83.
7. 이재근, “『중국기독교선교역사』(A History of Christian Missions in China)에 나타난 케네스 스코트 라투레트의 기독교 선교관 및 역사관: ‘예수의 영향력 확장’으로서의 중국선교역사," 「한국교회사학회지」 42 (2015.9.): 97-136.
8. 이재근, “‘역사적 배경과 경험의 유사성’: 미국기독교와 한국기독교의 관계에 대한 마크 놀(Mark A. Noll)의 논지 평가," 「신학논단」 83 (2016.3.): 323-60.
9. 이재근, “아더 피어선과 복음주의 연합정신: 뉴욕에서 에든버러까지,” 「피어선신학논단」 5:2 (2016.8.): 135-71.
10. 이재근, “남장로교 선교사 존 크레인(John C. Crane, 구례인)의 유산: 전도자, 교육자, 신학자,” 「한국기독교와 역사」 45 (2016.9.): 27-63.
11. 이재근, “목포 지역 3.1운동과 개신교: 목포양동교회, 정명여학교, 영흥학교의 만세시위 참여를 중심으로,” 「한국기독교와 역사」 50 (2019.3.): 73-116.
12. 이재근, “추강 김필수의 생애와 유산: 목회자, 기독 사회운동가, 문필가,” 「한국기독교와 역사」 51 (2019.9.): 75-112.
13. 이재근, “대한민국 임시정부와 기독교: 상호관계의 유형과 특징,” 「한국기독교와 역사」 52 (2020.3.): 5-53.
14. 이재근, “호남 기독교의 ‘7인의 개척자들’(1): 미국 남장로회 윌리엄 레널즈 가문의 한국 선교,” 「광신논단」 30 (2020.12): 113-140.
15. 이재근, “‘교회로 간 한국전쟁’: 한국전쟁과 전북 김제지역 기독교,” 「한국기독교와 역사」 54 (2021.3): 195-232.
16. 이재근, “기독교 역사와 선교 역사 속 교회의 팬데믹 대응의 두 기둥, ‘환대’와 ‘계몽,’” 「한국선교KMQ」79 (2021 가을): 10-33.
17. 이재근, “세계기독교와 복음주의: 통일성과 다양성,” 「현대선교」 25 (2021.10): 85-117.
18. 이재근, “호남 기독교의 ‘7인의 개척자들’(2): 미국 남장로회 윌리엄 전킨 부부의 한국 선교,” 「광신논단」 31 (2021.12): 75-104.
19. 이재근, “기독교 역사와 디아스포라: 이동하는(On the Move) 교회의 정체성과 선교,” 「현대선교」 26 (2022.5): 35-57.
20. 이재근, “호남 기독교의 ‘7인의 개척자들’(3): 루이스 테이트 가족의 호남 선교,” 「광신논단」 32 (2022.12): 201-232.
21. 이재근, “김제 만경교회의 설립과 성장, 위기, 1914-1957: 전형과 비전형,” 「한국기독교와 역사」 58 (2023.3): 161-203.
22. 이재근, “세속화 논쟁과 세계기독교: 대세와 예외, 보편성과 특수성,” 「현대선교」 27 (2023.3): 63-94.
23. 이재근, “코로나19 이후 한국교회의 정체성: 유배 및 환대 공동체,” 「종교문화학보」 20:1 (2023.6): 29-54.
24. 이재근, “호남 기독교의 ‘7인의 개척자들’(4): 리니 데이비스, 윌리엄 해리슨, 마거릿 에드먼즈의 호남 선교,” 「광신논단」 33 (2023.12): 161-185.
25. 이재근, “호남 첫 목사 최중진(崔重珍, 1871-1932)의 다면적 생애와 활동,” 「한국기독교와 역사」 60 (2024.3): 83-141.
26. 이재근, “선교적 신학교육의 방향성: 로잔주제연구보고서 57(Lausanne Occasional Paper No.57)을 중심으로,” 「현대선교」 28 (2024.3): 47-70.
27. 이재근, “미국 남장로회 하퍼 선교사 가문의 한국 사역,”「한국기독교와 역사」 61 (2024.9): 157-196.
28. 이재근, "미국 남장로회 한국선교회 전주선교지부 연구 현황과 과제," 「인문학술」 13 (2024.12): 47-91.
29. 이재근, "미국 남장로회 광주 선교지부 여성 독신 선교사 도마리아(Mary L. Dodson)와 유화례(Florence E. Root)의 선교 사역과 ‘동일화’ 평가," 「ACTS 신학저널」 62 (2024.12): 125-168.
30. 이재근, “세계기독교와 개혁신학: 개혁파 전통의 세계화 현상,” 「광신논단」 34 (2024.12): 161-190.

### 기고문, 연재 및 언론 인터뷰
1. “여인천하,” 「크리채너티 투데이 한국판(CTK)」 80 (2015.5): 29-35
2. “선물과 소명(Gabe und Aufgabe): 종교개혁과 ‘일상’의 회복,” 「Seize Life 일상생활연구」 14 (2015.8): 53-61.
3. “십자가와 회심에 대한 열정, 복음주의적 영성,” 「목회와 신학」 319 (2016.1): 74-79.
4. “성경, 교리, 실천을 통합하는 현대기독연구원,” (with 김동춘) 「복음과 상황」 308 (2016.7): 66-71.
5. “‘각자도생’의 정글에서 살아남는 법,” 「목회와 신학」 331 (2017.1): 176-181.
6. “5가지 키워드로 읽는 빌리 그레이엄의 삶과 사역 [20세기 세계 기독교를 만든 사람들①] 빌리 그레이엄 - 복음전도자·복음주의자·미국인·세계인·정치인” (2018.3.8.)   http://www.newsnjoy.or.kr/news/articleView.html?idxno=216385
7. “언택트 시대 교회의 생존법: ‘손대접’ 전통의 회복,” 「목회와 신학」 346 (2018.4): 186-191.
8. “20세기 '세계' 기독교를 만든 사람들: [인터뷰] 2018년 연재 필진 웨신대 이재근 교수” (2018.6.20.) http://www.newsnjoy.or.kr/news/articleView.html?idxno=218253
9. “기독교 사전에 ‘차별’은 없다,” 「목회와 신학」 349 (2018.7): 174-179.
10. "20세기 전반기 개신교 세계 선교·연합 운동 설계자 [20세기 세계 기독교를 만든 사람들②] 존 R. 모트 - 대표·중재자·세계인·애한파" (2018.7.9) http://www.newsnjoy.or.kr/news/articleView.html?idxno=218543
11. "여성해방을 이끈 선구적 인도 기독교 지도자 [20세기 세계 기독교를 만든 사람들③] 판디타 라마바이 - 사라스바티·구도자·개혁가·인도인·여성주의자" (2018.7.27.) http://www.newsnjoy.or.kr/news/articleView.html?idxno=218853.
12. "20세기 세계 전투적 기독교 근본주의의 대명사 [20세기 세계 기독교를 만든 사람들④] 칼 매킨타이어 - 분리주의자·국제 투사·집한파" (2018.8.14.) http://www.newsnjoy.or.kr/news/articleView.html?idxno=219133
13. "아파르트헤이트에 대항해 싸운 화해와 평화의 사도 [20세기 세계 기독교를 만든 사람들⑤] 데즈먼드 투투 - 아파르트헤이트·투쟁·대주교·진실과 화해" (2018.8.28.) http://www.newsnjoy.or.kr/news/articleView.html?idxno=219314
14. "설교로 복음의 영광을 구현한 20세기 최고의 설교자 [20세기 세계 기독교를 만든 사람들⑥] 마틴 로이드 존스 - 18세기 복음주의·웨일스 정체성·현대주의-근본주의 논쟁·설교자" (2018.10.5.) http://www.newsnjoy.or.kr/news/articleView.html?idxno=220182
15. "'오래되고도 새로운' 20세기 복음주의 지성과 양심의 대변자 [20세기 세계 기독교를 만든 사람들⑦] 칼 헨리 - 불편한 양심·편집장·한국" (2018.10.25.) http://www.newsnjoy.or.kr/news/articleView.html?idxno=220570
16. "남아메리카 해방신학의 아버지 [20세기 세계 기독교를 만든 사람들⑧] 구스타보 구티에레스 - 라틴아메리카·라스카사스·해방신학·민중신학" (2018.11.28.) http://www.newsnjoy.or.kr/news/articleView.html?idxno=221196
17. “미국 흑인을 약속의 땅으로 인도한 비폭력 저항 민권운동의 모세 [20세기 세계 기독교를 만든 사람들⑨] 마틴 루터 킹 주니어 - 미국 남부·기독교·비폭력 저항·순교·흑인” (2019.2.20.) http://www.newsnjoy.or.kr/news/articleView.html?idxno=222475&fbclid=IwAR3MmES5bMPWoUsjl7XCoO3NJXQCalIAx5zYQNoJKHcwK7SQyy1DQimzW1A
18. “하나님과 사람, 교회와 세상, 인간과 자연 모두를 사랑하고 사랑받은 엉클 존 [20세기 세계 기독교를 만든 사람들⑩] 존 스토트 - 목회자·BBC 복음주의자·엉클 존·애조가·한인애요한“ (2019.3.15.) http://www.newsnjoy.or.kr/news/articleView.html?idxno=222796
19. “'가난한 이들 중 가장 가난한 이' 안에서 예수를 발견한 콜카타의 성녀 [20세기 세계 기독교를 만든 사람들⑪] 마더 테레사 - 다중 소명·사랑의선교회·성녀·우상 파괴“ (2019.4.9.) http://www.newsnjoy.or.kr/news/articleView.html?idxno=223059
20. “빈민 구제와 협동조합 운동을 이끈 평화의 사도 [20세기 세계 기독교를 만든 사람들⑫] 가가와 도요히코 - 가가와 유산·가가와 전설·가가와 문제” (2019.5.8.) http://www.newsnjoy.or.kr/news/articleView.html?idxno=223444
21. “‘박해하는 자를 축복하고 우는 자들과 함께 울라’: 스리랑카 부활절 테러와 기독교인의 자세,”  「목회와 신학」 360 (2019.6): 160-165.
22. “교회사에 나타난 전도·선교,” 「그말씀」 361 (2019.7): 102-113.
23. “복음주의적 확신과 에큐메니컬 포용성을 체화한 선교신학자 [20세기 세계 기독교를 만든 사람들⑬] 레슬리 뉴비긴 - SCM·남인도교회·IMC/WCC와 1968 웁살라·복음과 우리 문화” (2019.7.24.) http://www.newsnjoy.or.kr/news/articleView.html?idxno=224545
24. “교회사에 나타난 안식,” 「그말씀」 362 (2019.8): 135-147.
25. “인도 기독교의 자립과 일치를 구현한 20세기 전반 아시아 기독교의 얼굴 [20세기 세계 기독교를 만든 사람들⑭] V. S. 아자리아 - YMCA·1910 에든버러 선교 대회·성공회 주교·'인도' 기독교” (2019.8.14.) http://www.newsnjoy.or.kr/news/articleView.html?idxno=224823
26. “하나의 유기체: 한중일 동아시아 기독교의 탄생과 성장, 부흥을 보는 한 관점(1),” 「和 미션」 1 (2019): 100-109.
27. “교회사에 나타난 찬송,” 「그말씀」 363 (2019.9): 138-150.
28. “아프리카 기독교의 역동성을 체현한 아프리카의 사도 [20세기 세계 기독교를 만든 사람들⑮] 페스토 키벵게레 - 동아프리카 부흥·아프리카의 빌리 그레이엄·화해” (2019.10.2.) http://www.newsnjoy.or.kr/news/articleView.html?idxno=225402
29. “교회사에 나타난 묵상,” 「그말씀」 364 (2019.10): 121-135.
30. “교회사에 나타난 감사,” 「그말씀」 365 (2019.11): 128-139.
31. “교회사에 나타난 성탄,” 「그말씀」 366 (2019.12): 132-143.
32. “교회사에 나타난 섭리,” 「그말씀」 367 (2020.1): 134-145.
33. “어정쩡하고, 내키지 않고, 예기치 못한 여정으로 '순전한 기독교'를 옹호한 20세기 변증가 [20세기 세계 기독교를 만든 사람들⑯] C. S. 루이스 - '어정쩡한' 아일랜드인·'내키지 않는' 회심자·'순전한' 기독교·'예기치 못한' 복음주의 아이콘” (2020.1.13.) http://www.newsnjoy.or.kr/news/articleView.html?idxno=226268
34. “교회사에 나타난 경건,” 「그말씀」 368 (2020.2): 125-137.
35. “교회사에 나타난 관용,” 「그말씀」 369 (2020.3): 128-140.
36. “보수와 개혁의 깃발을 양손에 붙든 20세기 최장수 교황 [20세기 세계 기독교를 만든 사람들 ⑰] 교황 요한 바오로 2세 - 폴란드인·바티칸 II·한국천주교” (2020.3.12.) http://www.newsnjoy.or.kr/news/articleView.html?idxno=300395
37. “교회사에 나타난 십자가,” 「그말씀」 370 (2020.4): 131-142.
38. “교회사에 나타난 성도의 교제,” 「그말씀」 371 (2020.5): 124-138.
39. “교회사에 나타난 성도의 평화,” 「그말씀」 372 (2020.6): 126-137.
40. “교회사에 나타난 순교,” 「그말씀」 373 (2020.7): 128-139.
41. “교회사에 나타난 선물,”「그말씀」 374 (2020.8): 131-141.
42. “세계 오순절 운동과 신사도 운동의 대부 [20세기 세계 기독교를 만든 사람들⑱] 피터 와그너 - 교회성장학·제3의 물결·신사도 개혁” (2020.8.3.) http://www.newsnjoy.or.kr/news/articleView.html?idxno=301092
43. “5대 복음주의자 시대 마감되다” (2020.8.4.) https://tgckorea.org/bbs/board.php?bo_table=articles&wr_id=1056&fbclid=IwAR3M3kXM318cRCcqFYz0uAhL7TnUSFEuC2HIESNtNMxSDcPDRXzaK69ekyw
44. “교회사에 나타난 절제,”「그말씀」 375 (2020.9): 131-143.
45. “교회사에 나타난 기억,”「그말씀」 376 (2020.10): 127-139.
46. “교회사에 나타난 이웃,”「그말씀」 377 (2020.11): 125-137.
47. “교회사에 나타난 성탄,”「그말씀」 378 (2020.12): 124-136.
48. “교회사에 나타난 창조,”「그말씀」 379 (2021.1): 131-143.
49. “권두언: 그저 오점을 남기지 않기만을 기도할 뿐,” 「한국기독교역사연구소소식」130 (2021.1.20.): 1-3.
50. “교회사에 나타난 공동체,” 「그말씀」 381 (2021.3): 124-135.
51. “20세기 개신교회 '교부'로 불리며 가장 영향력 있는 '삶을 경주(Lebenslauf)'한 현대 신학 [20세기 세계 기독교를 만든 사람들 ⑲] 카를 바르트 - 바젤, 놀이터 폭탄, 바르멘 선언” (2021.04.22.) http://www.newsnjoy.or.kr/news/articleView.html?idxno=302628
52. “교회사에 나타난 가족,” 「그말씀」 383 (2021.5): 126-135.
53. “교회사에 나타난 마음이 청결함,” 「그말씀」 384 (2021.6): 116-129.
54. “역사상 최대 교회를 일군 한국 오순절 운동의 대표자 [20세기 세계 기독교를 만든 사람들⑳] 조용기 – 성장, 3박자 축복, 영욕” (2021.06.01.). https://www.newsnjoy.or.kr/news/articleView.html?idxno=302842
55. “교회사에 나타난 회개,” 「그말씀」 385 (2021.7): 118-130.
56. “교회사에 나타난 신실,” 「그말씀」 386 (2021.8): 110-123.
57. “교회사에 나타난 기적,” 「그말씀」 387 (2021.9): 122-133.
58. “교회사에 나타난 순종,” 「그말씀」 388 (2021.10): 114-129.
59. “교회사에 나타난 영광,” 「그말씀」 389 (2021.11): 114-129.
60. “교회사에 나타난 종말,” 「그말씀」 390 (2021.12): 134-147.
61. “대각성운동과 근본주의 논쟁의 유산, 성서학원 운동,” 「목회와신학」 391 (2022.1): 148-153.
62. “성경, 교회, 선교역사의 위기 극복 패턴,” 「HOPE Magazine」123 (2022.1): 5-11.
63. “교부 시대 주요 신학 논쟁과 발전, 논쟁2: 예수 그리스도는 누구인가,” 「목회와신학」 394 (2022.4): 142-147.
64. “오순절교회의 성장요인 분석,” 「목회와신학」 396 (2022.6): 126-131.
65. “한국 기독교 성지 순례 가이드: 인천·강화, 우리나라 복음의 첫 관문지,” 「목회와신학」 400 (2022.10): 52-56.
66. “신학 연구를 위한 필독서(12): 현대교회사 연구를 위해 무엇을 읽을 것인가?,” 「목회와신학」 402 (2022.12): 190-193.
67. “[저자와의 만남-이재근 교수] 존 스토트·조용기 목사… 20세기 기독교를 만들다, ‘20세기, 세계, 기독교’ 펴낸 이재근 광신대 교수,” 「국민일보」(2022-12-02). https://m.kmib.co.kr/view.asp?arcid=0924275778.
68. ““세계 기독교의 눈으로 한국교회 바라보기” [저자 만남-이재근 교수]: 존 스토트, 빌리 그레이엄, 조용기 목사 등 언급, ‘20세기, 세계, 기독교’ 저술한 이재근 광신대 역사신학 교수,” 「국민일보」(2022-12-02). https://www.themission.co.kr/news/articleView.html?idxno=59177.
69. “[샛강에서] 책 읽는 그리스도인” 「국민일보」(2023-1-19). https://m.kmib.co.kr/view.asp?arcid=0924283479.
70. “교회사에 나타난 빛과 어둠,” 「그말씀」 403 (2023.1):
71. “다시, 새롭게, 묵상 8: 묵상은 걷기다,”「매일성경」93 (2023.01-02), 6-11.
72. “교회사에 나타난 평안과 불안,” 「그말씀」 404 (2023.2): 102-116.
73. “교회사에 나타난 예배,” 「그말씀」 405 (2023.3): 110-124.
74. “교회사에 나타난 가상칠언,” 「그말씀」 406 (2023.4): 113-121.
75. “교회사에 나타난 부모,” 「그말씀」 407 (2023.5): 111-125.
76. “책과 사람: 세계기독교사관으로 한국교회사를 연구하는 역사신학자, 《20세기, 세계, 기독교》저자 이재근 교수,” 「복음과상황」 391 (2023.6): 100-114.
77. “교회사에 나타난 미움과 용서,” 「그말씀」 408 (2023.6): 111-125.
78. “교회사에 나타난 풍요와 가난,” 「그말씀」 409 (2023.7): 110-124.
79. “교회사에 나타난 찬양,” 「그말씀」 410 (2023.8): 109-123.
80. “교회사에 나타난 약속,” 「그말씀」 411 (2023.9): 118-131.
81. “교회사에 나타난 성화,” 「그말씀」 412 (2023.10): 110-123.
82. “20세기, 한국, 기독교: 한국기독교를 만든 증인들 1: 길선주, 가장 한국적인 대중 장로교 신앙을 창시하다,” 「복음과상황」 395 (2023.10): 94-111.
83. “교회사에 나타난 나눔,” 「그말씀」 413 (2023.11): 107-119.
84. “교회사에 나타난 성탄,” 「그말씀」 414 (2023.12): 110-125.
85. “20세기, 한국, 기독교: 한국기독교를 만든 증인들 2: 윤치호, 구한말·일제강점기 ‘애국과 매국 사이에서’ 번뇌한 고단한 양심,” 「복음과상황」 397 (2023.12): 88-103.
86. “교회사에 나타난 영성,” 「그말씀」 415 (2024.1): 109-124.
87. “교회사에 나타난 은사,” 「그말씀」 416 (2024.2): 104-119.
88. “20세기, 한국, 기독교: 한국기독교를 만든 증인들 3: 양주삼, 초대 총리사를 역임한 해방 전 한국 감리교회의 대표자,” 「복음과상황」 399 (2024.2): 114-129.
89. “교회사에 나타난 행복,” 「그말씀」 417 (2024.3): 116-130.
90. “교회사에 나타난 광야,” 「그말씀」 418 (2024.4): 110-124.
91. “20세기, 한국, 기독교: 한국기독교를 만든 증인들 4: 이승만, 기독교 국가 건설의 이상과 현실, 그 간극,” 「복음과상황」 401 (2024.4): 130-145.
92. “‘한국 로잔 신학자 콘퍼런스’ 참석 후기,” 「신앙과 삶」 29 (2024.3-4): 16-17.
93. “교회사에 나타난 자녀,” 「그말씀」 419 (2024.5): 110-124.
94. “교회사에 나타난 우상,” 「그말씀」 420 (2024.6): 105-118.
95. “20세기, 한국, 기독교: 한국기독교를 만든 증인들 5: 이명직, 한국성결교회의 ‘사부,’” 「복음과상황」 403 (2024.6): 104-120.
96. “교회사에 나타난 화목,” 「그말씀」 421 (2024.7): 114-127.
97. “20세기, 한국, 기독교: 한국기독교를 만든 증인들 6: 김활란, 한국 근대 여성 기독 지식인의 초상” 「복음과상황」 405 (2024.8): 112-129.
98. “교회사에 나타난 침묵,” 「그말씀」 422 (2024.8):
99. “교회사에 나타난 새로움,” 「그말씀」 423 (2024.9): 114-127.
100. “제4차 로잔대회 교회여, 함께 그리스도를 선포하고 나타내자: 지구촌 공동체의 증인되기,” 「목회와신학」 423 (2024.9): 54-58.
101. “교회사에 나타난 눈물,” 「그말씀」 424 (2024.10): 109-121.
102. “20세기, 한국, 기독교: 한국기독교를 만든 증인들 7: 박형룡, 한국 장로교 보수 신학계의 ‘지로적 신학자’” 「복음과상황」 407 (2024.10): 134-151.
103. "교회사에 나타난 웃음,” 「그말씀」 425 (2024.11):
104. “20세기, 한국, 기독교: 한국기독교를 만든 증인들 8: 박윤선, ‘우리에게 있는 나다나엘’” 「복음과상황」 409 (2024.12): 126-143.
105. “교회사에 나타난 목자,” 「그말씀」 426 (2024.12): 108-121.
106. “교회사에 나타난 십계명,” 「목회와신학(부록 그말씀)」 427 (2025.1): 268-275.
107. “20세기, 한국, 기독교: 한국기독교를 만든 증인들 9: 김재준, 신앙과 양심의 ‘자유’가 빚은 사회참여적 기독교의 창시자” 「복음과상황」 411 (2025.2): 128-143.
108. “교회사에 나타난 제1계명,” 「목회와신학(부록 그말씀)」 428 (2025.2): 277-283.
109. “교회사에 나타난 제2계명,” 「목회와신학(부록 그말씀)」 429 (2025.3): 275-282.
110. “교회사에 나타난 제3계명,” 「목회와신학(부록 그말씀)」 430 (2025.4): 277-285.
111. “20세기, 한국, 기독교: 한국기독교를 만든 증인들 10: 한경직, 사이에서, 중용, 화해, 조화의 길을 찾다” 「복음과상황」 413 (2025.4): 128-145.

### 서평(2013년 이후로 제한 / cf. 2013년 이전 서평 약 100편 온/오프라인 매체 기고)
1. “한국 신학계 전도학 발전사의 새로운 이정표” in http://news.kmib.co.kr/article/view.asp?arcid=0008276486 (2014.4.28.) (서평도서: 김선일, 『전도의 유산: 오래된 복음의 미래』, SFC, 2014)
2. “언더우드는 우리에게 축복이었다,” 「IVP BOOK NEWS」 23:2 (2015.5/6): 6-7. (서평도서: 릴리어스 호턴 언더우드, 『언더우드』, 이만열 역, IVP, 2015)
3. “북미 기독교 역사가 마크 놀이 던지는 새로운 화두, 세계 기독교 역사,” 「IVP BOOK NEWS」 23:3 (2015.7/8): 8-9. (서평도서: 마크 놀, 『복음주의와 세계 기독교의 형성』, 박세혁 역, IVP, 2015)
4. “‘마틴 로이드 존스’를 읽는 객관적이고 성실한 가이드” in http://ichungeoram.com/11044 (2016.8.30.) (서평도서: 이안 머레이, 『마틴 로이드 존스: 20세기 최고의 설교자』, 오현미 역, 복 있는 사람, 2016)
5. “‘사료’로 말하는 엄밀한 한국기독교사 서술의 대중화 시대를 열다” in http://hwpbooks.com/?p=5299 (2016.11.11.) (서평도서: 옥성득, 『다시 쓰는 초대 한국교회사』, 새물결플러스, 2016)
6. “세계 전역에서 역동하는 복음의 현장을 맛보라,” 「목회와 신학」 330 (2016.12): 188-189. (서평도서: 마크 놀, 『나는 왜 세계기독교인이 되었는가』, 배덕만 역, 복 있는 사람, 2016)
7. “장로교회 신앙유산 탄생부터 발전 과정 재창조한 ‘가이드’” in   http://www.christiantoday.co.kr/articles/295399/20161202/장로교회-신앙유산-탄생부터-발전-과정-재창조한-가이드.htm (2016.12.2.) (서평도서: 황희상, 『특강 종교개혁사: 종교개혁의 정점, 웨스트민스터 총회 편』, 흑곰북스, 2016)
8. “교회는 주식회사가 아닙니다!” 「목회와 신학」 344 (2018.2): 202-203. (서평도서: 스카이 제서니, 『부르심의 자리』, 정성묵 역, 두란노, 2017)
9. “교부 문헌, 오래되고 은근한 아름다움의 재발견,” 「기독교사상」 713 (2018.5): 210-214. (서평도서: 대 바실리우스의 『내 곳간들을 헐어 내리라…』 , 노성기 역주, 분도, 2018 / 알렉산드리아의 클레멘스의 『어떤 부자가 구원받는가?』, 하성수 역주, 분도, 2018)
10. "세계기독교학의 북극성,“ in http://www.newsnjoy.or.kr/news/articleView.html?idxno=221110&fbclid=IwAR1_Q4_ZqPiGsVk7wczmDobFVVelQGV3ZA3rzTw7nhL2zDxf0W92WGgyRgA. (2018.11.22.) (서평도서: 앤드류 월스, 『세계 기독교와 선교 운동』, 방연상 역, IVP, 2018).
11. "2018년 나를 감동시킨 책,“ 「목회와 신학」 354 (2018.12): 202-203. (서평도서: 앤드류 월스, 『세계 기독교와 선교 운동』, 방연상 역, IVP, 2018).
12. “우리에게는 우리만의 켈러, 루이스, 얀시가 필요하다,” in http://www.newsnjoy.or.kr/news/articleView.html?idxno=221586. (2018.12.14.) (서평도서: 이성조, 『불편한 믿음』, 두란노, 2018)
13. “‘한국 기독교 역사’라는 퍼즐의 완성에 기여한 역작,” 「기독교사상」 724 (2019.4): 220-224. (서평도서: 송현강, 『미국 남장로교의 한국 선교』 , 한국기독교역사연구소, 2018)
14. “'소명' 키워드로 읽어 내는 기독교 신앙과 세계관,” in http://www.newsnjoy.or.kr/news/articleView.html?idxno=224053. (2019.6.17.) (서평도서: 오스 기니스, 『소명』 (확대개정판), 홍병룡 역, IVP, 2019)
15. “‘세계’ 기독교 변혁의 가장 큰 동력, 오순절 운동의 모든 것,” 「기독교사상」 730 (2019.10): 187-192. (서평도서: 앨런 히튼 앤더슨, 『땅끝까지: 오순절주의와 세계기독교의 변화』 , 손승진 역, 대한기독교서회, 2019)
16. 「좋은나무」 https://cemk.org/14987/. (2019.11.25.) (서평도서: 시드니 E. 알스트롬, 『미국기독교사』, 김영재 역, 이재근 감수, 복 있는 사람, 2019)
17. “교회·정치·사회·문화 역사 '예수'로 꿰뚫는, '역사학자들의 역사학자' 펠리칸은 누구인가 [탐독의 시간] ＜예수, 역사와 만나다＞(비아) 저자 야로슬라브 펠리칸에 대하여,” in http://www.newsnjoy.or.kr/news/articleView.html?idxno=226504&fbclid=IwAR07qtQDG8T3pkx6OEH8-N1DyqXpA65CV6YiHTJtpf3wyCnTY82yUyWYEY8. (2020.2.4.) (서평도서: 야로슬라프 펠리칸, 『예수, 역사와 만나다: 인류가 역사 속에서 이해하고 표현한 예수의 모습들』 , 민경찬, 손승우 역, 비아, 2019)
18. “조우, 변혁, 형성: 1910년 이전 한국 기독교의 ‘형성’ 과정을 치밀하게 분석한 역작,” 「기독교사상」 739 (2020.07): 190-195. (서평도서: 옥성득, 『한국기독교형성사: 한국 종교와 개신교의 만남 1876-1910』, 새물결플러스, 2020)
19. “시공간 초월 그리스도인 42명의 지성·영성·행동들,”「국민일보」(2021.06.04.). http://news.kmib.co.kr/article/view.asp?sid1=all&arcid=0924194369&code=23111312 (서평도서: 제임스 휴스턴, 옌스 치머만 편, 『그리스도인은 누구인가: 성경과 역사 속에 나타난 기독교적 자아의 원천들』, 양혜원, 홍종락역, IVP, 2021).
20. “그들의 ‘천로역정들’: 역사적 그리스도인 42인의 ‘다채롭고 포괄적인’ 문화적 전기 모음집,” 「IVP」 (2021.06.18.). http://www.ivp.co.kr/board/bbs/board.php?bo_table=2_magazine_1&wr_id=93 (서평도서: 제임스 휴스턴, 옌스 치머만 편, 『그리스도인은 누구인가: 성경과 역사 속에 나타난 기독교적 자아의 원천들』, 양혜원, 홍종락역, IVP, 2021).
21. “신학의 깊고도 넓은 길로 인도할 ‘등대 같은 문헌집,’ 「국민일보」 (2021.11.19.). http://news.kmib.co.kr/article/view.asp?arcid=0924218654&fbclid=IwAR1JkZ4PvUZnAvG8GthA8v0MB4OhYScMXVGDd0mqE2GYTCtI8MXjCU5ELcs. (서평도서: 알리스터 맥그래스 편, 『신학이란 무엇인가 Reader: 기독교 신학 원전 문헌집』, 김기철 역, 복 있는 사람, 2021).
22. “[서평] “한국 기독 출판계의 이정표” 신학이란 무엇인가 Reader,” 「국민일보」 (2021.11.22.). http://news.kmib.co.kr/article/view.asp?arcid=0016494948. (서평도서: 알리스터 맥그래스 편, 『신학이란 무엇인가 Reader: 기독교 신학 원전 문헌집』, 김기철 역, 복 있는 사람, 2021).
23. “한 권 안에 모두를 담아낸 압축적 한국기독교사 교과서,” 「한국기독교와 역사」59 (2023.9): 187-194. (서평도서: 류대영, 『새로 쓴 한국 기독교의 역사』, 한국기독교역사연구소, 2023)
24. “성경과 흑인 그리스도인 그리고 여기 우리” 「국민일보」 (2023.10.01.). https://www.themission.co.kr/news/articleView.html?idxno=67284. (서평도서: 이서 매컬리, 『진리는 나의 집에 있었다: 흑인 그리스도인의 삶과 성경해석, 소망연습』, IVP, 2023)
25. “카이퍼는 여전히 우리에게 유용한 이름인가?,” 「복음과도시」(2024.7.19.). https://www.gospelandcity.org/articles/2341?sca=%EA%B7%B8%EB%A6%AC%EC%8A%A4%EB%8F%84%EC%9D%B8%EC%9D%98%20%EC%82%B6&fbclid=IwZXh0bgNhZW0CMTEAAR3NOR9erEB61dsS-plmO5MHwqsUlyAAZdekmJhNVyClr7Axb-iLmR2BzdU_aem_Qb6SbSvkYze_1MiwpQGGaQ. (서평도서: 김은득, 『한국 교회를 위한 카이퍼의 세상 읽기』(IVP, 2024)
26. ““할 만큼 했다!” 네덜란드 동인도회사와 개혁교회 해외선교, 편견 교정과 재해석,” 「한국기독교와 역사」62 (2025.3): 213-221. (서평도서: 해릿 얀 스휘터 편, 백종구·최정섭 역, 『동인도 시온: 네덜란드 동인도회사의 아시아 진출과 개혁교회의 선교』(도서출판 소망, 2024)

cf. 2013년 이전 서평은 주로 「새벽이슬」, 「영성의 샘」 등, 현재 폐간된 저널들에 실렸거나, YES24, Godpeople 등 인터넷 서점 서평 섹션에 기고 (일부 서평은 http://blog.yes24.com/blog/blogMain.aspx?blogid=cauvin에서 현재 참고 가능) 

### 추천사
1. 마크 놀, 『복음주의와 세계기독교의 형성: 미국 기독교는 어떻게 세계 종교가 되었는가?』, 박세혁 역 (서울: IVP, 2015)
2. 마크 놀, 『나는 왜 세계기독교인이 되었는가: 마크 놀의 세계기독교 이야기』, 배덕만 역 (서울: 복 있는 사람, 2016)
3. 찰스 J. 브라운, 『목회』, 우상현 역 (서울: 세움북스, 2016)
4. 김진혁, 『신학공부: 하나님과 세계』 (서울: 예책, 2017)
5. 스콧 헨드릭스, 『마르틴 루터: 새 시대를 펼친 비전의 개혁가』, 손성현 역 (서울: IVP, 2017)
6. 제럴드 맥더모트, 『기독교는 타종교로부터 무엇을 배울 수 있는가?: 다종교 사회를 사는 그리스도인을 위한 교양』, 한화룡 역 (서울: IVP, 2018)
7. 알리스터 맥그래스, 『인간, Great Mystery: 과학과 신, 그리고 의미를 탐색하는 인간』, 오현미 역 (서울: 복 있는 사람, 2018)
8. 린들 로퍼, 『마르틴 루터』, 박규태 역 (서울: 복 있는 사람, 2019)
9. 강성호, 『저항하는 그리스도인: 세상을 밝힌 한국 기독교 저항사』 (서울: 복 있는 사람, 2019)
10. 최경환, 『공공신학으로 가는 길』 (서울: 도서출판 100, 2019)
11. 스티븐 프로테로, 『아메리칸 지저스: 하나님의 아들이 어떻게 미국의 아이콘이 되었는가?』, 노동래 역 (서울: 새물결플러스, 2020)
12. 나카무라 사토시, 『한일 가교 그리스도인 10인선: 한국을 위해 촛불이 된 일본인들』, 박창수 역 (안산: BJ-Books, 2020)
13. 나카무라 사토시, 『사랑으로 잇다: 한국을 위해 다리가 된 일본인 10인』, 박창수 역 (서울: 토비아, 2021)
14. D. A. 카슨 책임편집, 『성경신학 스터디 바이블 개정개역』, 박세혁, 원광연, 이용중 역 (서울: 복 있는 사람, 2021)
15. 그랜트 왜커, 『빌리 그래함: 한 영혼을 위한 발걸음』, 서동준 역 (서울: 선한청지기, 2021)
16. 알리스터 맥그래스 편, 『신학이란 무엇인가 Reader: 기독교 신학 원전 문헌집』, 김기철 역 (서울: 복 있는 사람, 2021)
17. 서자선, 『읽기록』(서울: 지우, 2022).
18. 홍승표, 『태극기와 한국교회: 국가 상징과 기독교의 관계사』(서울: 이야기books, 2022).
19. 박용범, 『무등신학: 자기비움과 사회봉사의 영성』(서울: 쿰란출판사, 2023).
20. 방영민, 『책의 숲에서 만나는 하나님: 서평의 샘에서 길어 올린 복음』(서울: 플랜터스, 2023).
21. 박형진, 『지구촌기독교 선교 역사: 이해의 지평들』(서울: IVP, 2023)
22. 김정기, 『헤이그 특사 이준과 아브라함 카이퍼의 만남: 우리가 몰랐던 두 사회 진화론자들의 만남과 회심』(서울: 세움북스, 2023)
23. 이서 매컬리, 『진리는 나의 집에 있었다: 흑인 그리스도인의 삶과 성경해석, 소망연습』(서울: IVP, 2023)
24. 김영일, 『경교경의: 7-9세기 당나라 동방기독교 문헌』(여수: 하나출판사, 2023)
25. 도널드 M. 루이스, 『기독교 시온주의의 역사: 기독교 시온주의에 관한 철저하고 포괄적인 연구』(서울: 새물결플러스, 2024)
26. 전인수, 『김교신 평전: 세속 성자, 일상에서 영원을 일구다』(파주: 서로북스, 2024)
27. 김은득, 『한국 교회를 위한 카이퍼의 세상 읽기: 편지로 읽는 진짜 기독교 세계관 이야기』(서울: IVP, 2024)
28. 레베카 코닌딕 드영, 『매혹적인 악독들: 치명적인 7대 죄악과 그 치유책에 대한 새로운 관점』, 홍수연 역 (서울: 새물결플러스, 2024)

### 감수
1. 켈리 M. 케픽, 웨슬리 밴더 럭트, 『개혁신학 용어사전』, 송동민 역 (서울: 도서출판 100/알맹e, 2017)
2. 시드니 알스트롬, 『미국 기독교사』, 김영재 역 (서울: 복 있는 사람, 2019)
3. 네이선 P. 펠드머드, 이재근, 『교회사 용어 사전』(서울: 알맹e/IVP, 2022): (서양교회사 부분 감수 및 한국교회사 부분 집필)

## 같이 보기
- 광신대학교
- 대한민국의 신학자 목록